# Francònia
Francònia és una regió geogràfica i històrica del centre d'Alemanya, per bé que no existeix oficialment ni de manera unificada. La major part és situada al nord de l'actual estat de Baviera, on forma les regions administratives, independents i no relacionades, de Francònia Mitjana (Mittelfranken), Baixa Francònia (Unterfranken) i Alta Francònia (Oberfranken). A l'edat mitjana fou el Ducat de Francònia del Regne Germànic. A Mittelfranken (o Francònia del Mig), hi ha la ciutat més important, Nuremberg, tot i que no és la capital d'aquesta regió administrativa, que és situada a Ansbach.
El territori actual de Francònia comprèn una petita i perifèrica part de l'assentament originari que ocupaven els antics francs. Els carolingis van emprar el terme França per designar dues regions, la poblada originàriament pels francs, França del Rhin (Rheinfranken) o Lotaríngia, i la colonitzada per aquests, França del Main, o Francònia (Mainfranken).En alemany, el mot Franken es refereix alhora als habitants de la moderna Francònia, i a l'antic poble dels francs, cosa que es presta a confusió. És un misteri com un poble germànic (amb més de quinze segles d'història) tan antic, i tan important en la història de tot Europa, pràcticament s'ha desintegrat. Així doncs estem parlant, d'un antic poble, els francs, que varen dominar gran part d'Europa.
Actualment els francs, com a mínim una part, lluiten per constituir un Land propi dintre d'Alemanya. En tot cas, ara per ara, per atzar històric, formen part de Baviera. A Baviera són majoritàriament catòlics, i a Francònia tendeixen a ésser protestants o evangèlics, encara que això varia d'un Kreis (comarca) a un altre. La mentalitat francona i bavaresa és també divergent. Els francs es queixen molt del centralisme bavarès.